# Великая пирамида Чолулы

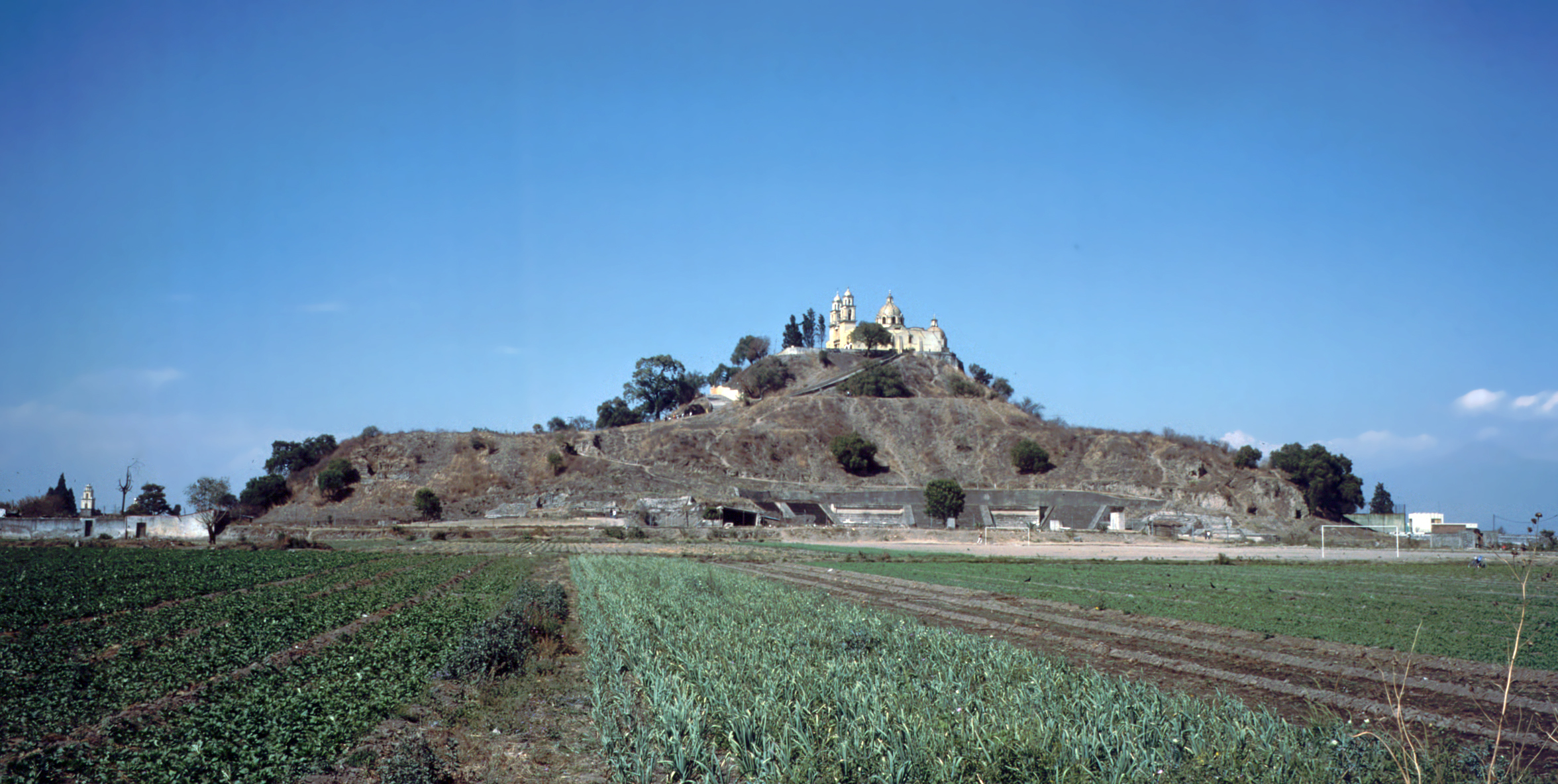
Общий вид пирамиды сегодня

Великая пирамида Чолулы или Тлачиуальтепетль (в переводе с на́уатля — «рукотворная гора») — крупный комплекс древних сооружений в мексиканском городе Чолула, в настоящее время в основном покрытый почвой. Согласно некоторым источникам это самая большая по объёму известная сегодня пирамида, вошедшая в этом качестве в книгу рекордов Гиннесса. Высота этой ступенчатой пирамиды от основания 66 метров (55 метров над современным уровнем почвы), а размер основания 450 на 450 метров. Пирамида была посвящена «пернатому змею», культ которого возник в Теотиуакане ещё до нашей эры, а у ацтеков получил имя Кетцалькоатль. Архитектурный стиль ныне скрытого под землёй сооружения близок стилю пирамид Теотиуакана, но заметна и связь со стилем пирамид городов побережья мексиканского залива, особенно Эль-Тахина.

## Расположение и этимология
Чолула входит в агломерацию города Пуэбла-де-Сарагоса, столицы штата Пуэбла, с населением 2,5 млн. человек (в агломерации 3,25 млн.). Археологический памятник находится в 12 км к западу от центральной части собственно города Пуэблы и примерно в 100 км по шоссе от аэропорта Мехико. 
В XII веке город у пирамиды назывался Тлачиуальтепетль. Это название было дано пришедшими сюда ацтеками. Чолула (Ачололлан) также ацтекское название, означающее «место бегства» или «место убежища»  Эти названия датируются не ранее прихода тольтеков
Как назывался город до прихода ацтекcких племён — неизвестно.

## История

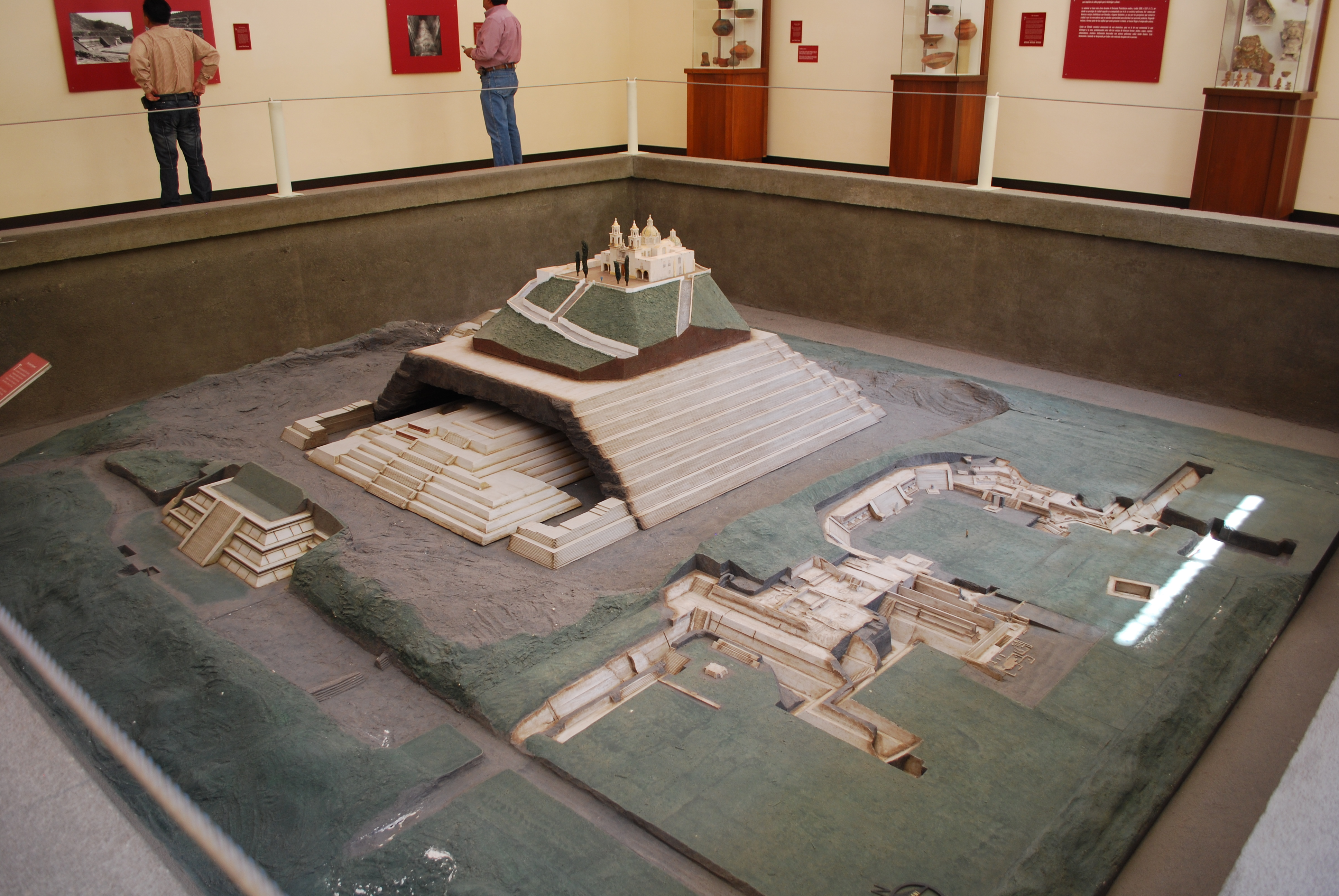
Модель скрытой структуры пирамиды.

В классический период город около пирамиды был хорошо населённым и важным экономическим и культурным центром.  Пирамида строилась в несколько стадий в течение столетий и в итоге стала крупнейшей в Мезоамерике.

### Классический период

Сравнение размеров пирамид.

Комплекс строился с III века до нашей эры до VIII века нашей эры и был посвящён Кетцалькоатлю . Основание пирамиды 450 на 450 метров, высота 66 метров. Пирамида существенно ниже пирамиды Хеопса в Гизе, высота которой 138,8 м, но за счёт площади основания по некоторым оценкам имеет больший объём — 4,45 млн кубических метров против 2,5 млн. Стиль керамики региона Чолулы очень близок стилю керамики Теотиуакана и есть основания полагать, что оба города пришли в упадок одновременно. В период расцвета Чолула был вторым по величине городом Мезоамерики, по некоторым оценкам в нём могло жить до ста тысяч человек. В отличие от Теотиуакана Чолула не была покинута населением полностью, но в силу драматического сокращения численности жителей в VIII веке уход за пирамидой был прекращён, хотя она и сохраняла религиозное значение.

### Постклассический и колониальный периоды
В XII веке, когда город стал тольтекским, религиозный смысл сохранил только новый тольтекский храм на вершине пирамиды, хотя индейцы продолжали хоронить умерших вокруг этой структуры. Ко времени прихода испанцев пирамида заросла растительностью. В XVI веке испанцы построили на вершине пирамиды церковь, и до XX века никаких раскопок не велось.

### Современная история
Архитектор Игнасио Маркина начал рыть исследовательский туннель в пирамиду в 1931 году. В 1954 году общая длина таких туннелей достигла 5 км.
Сегодня пирамида похожа на естественный холм с церковью на вершине, которая была построена в 1594 году испанскими колонизаторами на месте индейского храма в соответствии с общей практикой того времени. Церковь Пресвятой Девы Утешительницы имеет важное значение, как историческое, так и в качестве действующего религиозного учреждения. Поэтому в отличие от некоторых других пирамид пирамида Чолулы в целом не раскапывается и не реставрируется.

## Пирамида

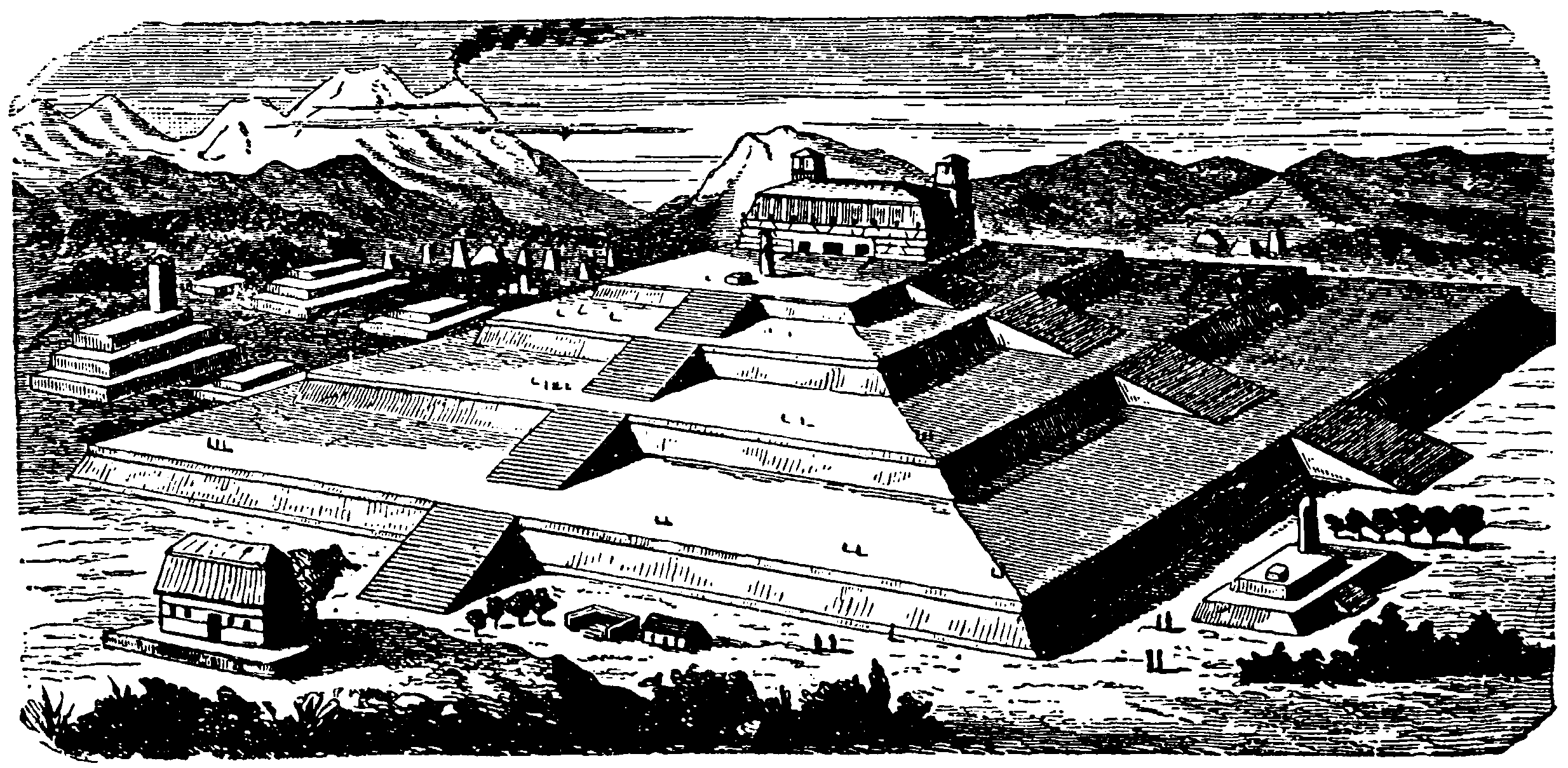
Гипотетический вид пирамиды.

Пирамида состоит из 6 наложенных друг на друга структур, которые, возможно, соответствуют доминированию той или иной этнической группы в разные исторические периоды. Однако детально исследованы только 3 структуры из 6. Сама пирамида является только небольшой частью археологической зоны Чолулы площадью 154 га.
Высота пирамиды от основания 66 метров, размер основания 450×450 м. Пирамида имеет объём 4,45 млн. кубических метров. По другим подсчётам 1,8 млн. кубометров.  Соответственно по этому показателю пирамида занимает первое или третье место в мире.
Архитектура первых фаз строительства в стиле Талуд-Таблеро ассоциируются с архитектурой метрополии Теотиуакана. В некоторых элементах конструкции имеются захоронения со множеством даров, в первую очередь керамики. К заключительным стадиям относятся лестницы на западной стороне, ведущие к храму на вершине. В (пост)колониальный период пирамида была серьёзно повреждена с северной и западной стороны строительством дорог.

## Галерея изображений

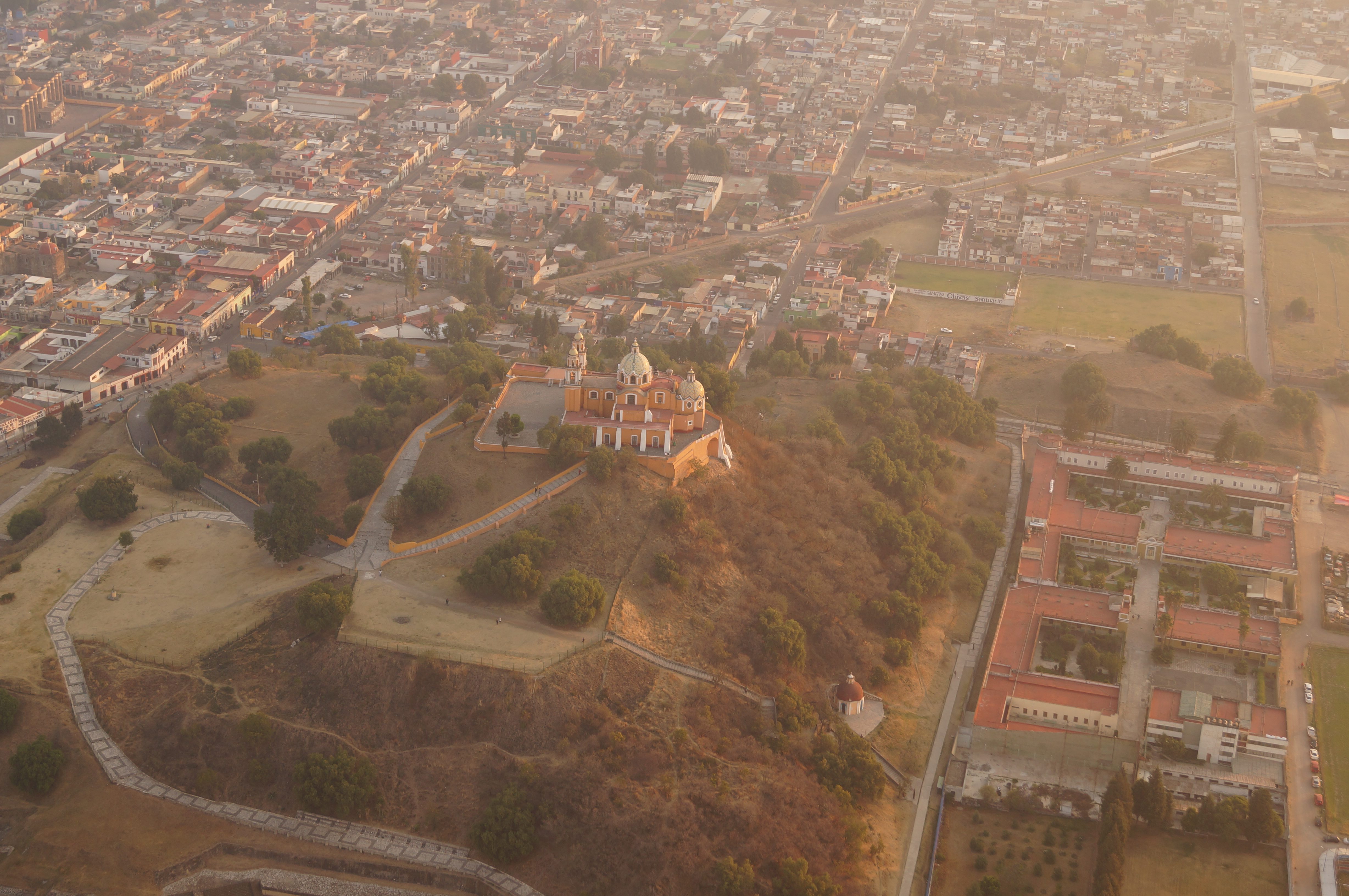
Вид сверху
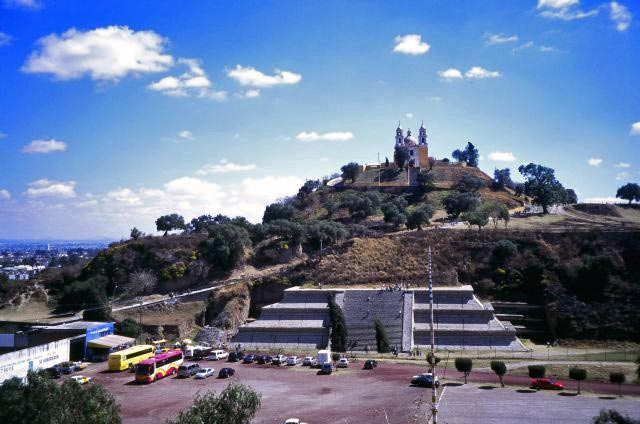
Северо-западная сторона
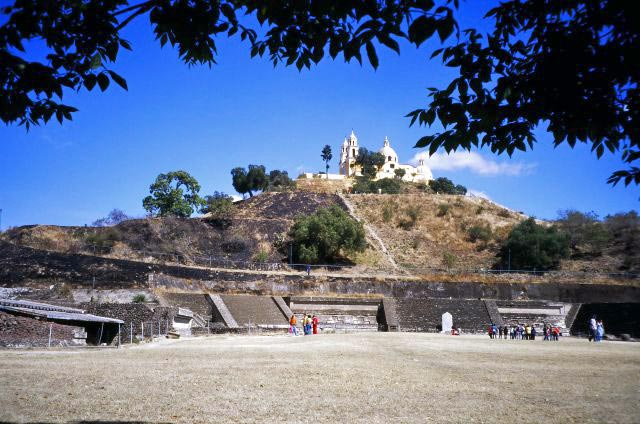
Юго-западная сторона
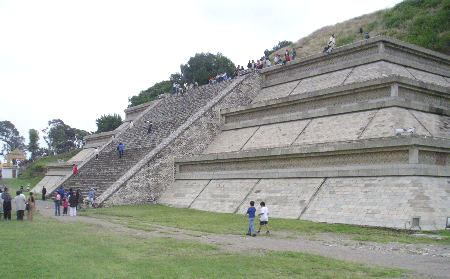
Основание лестницы пирамиды
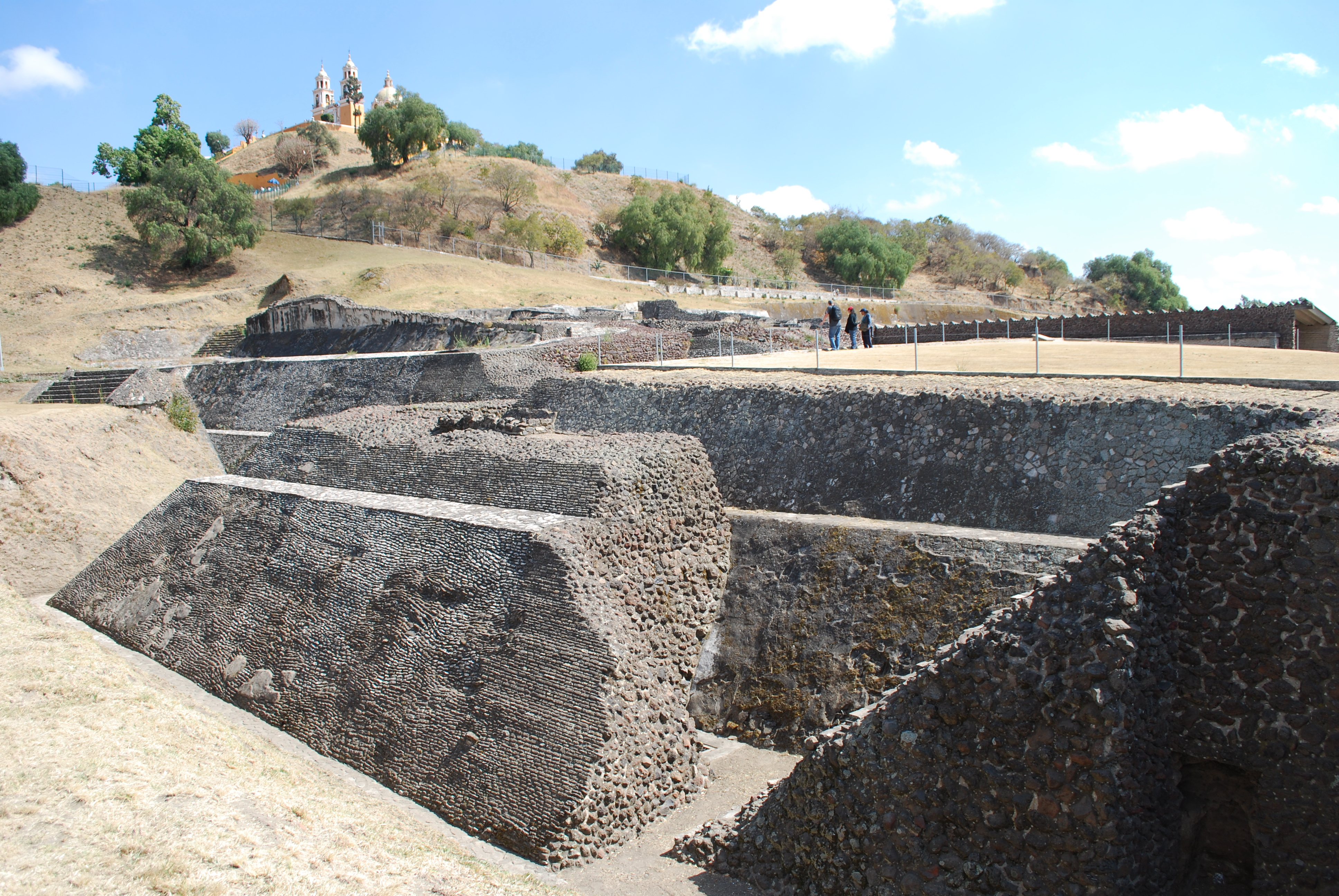
Одно из строений комплекса пирамиды